# الداس
اد داس در امارات متحده عربی است که در umm al qawain واقع شده‌است.